# Philip Ellis

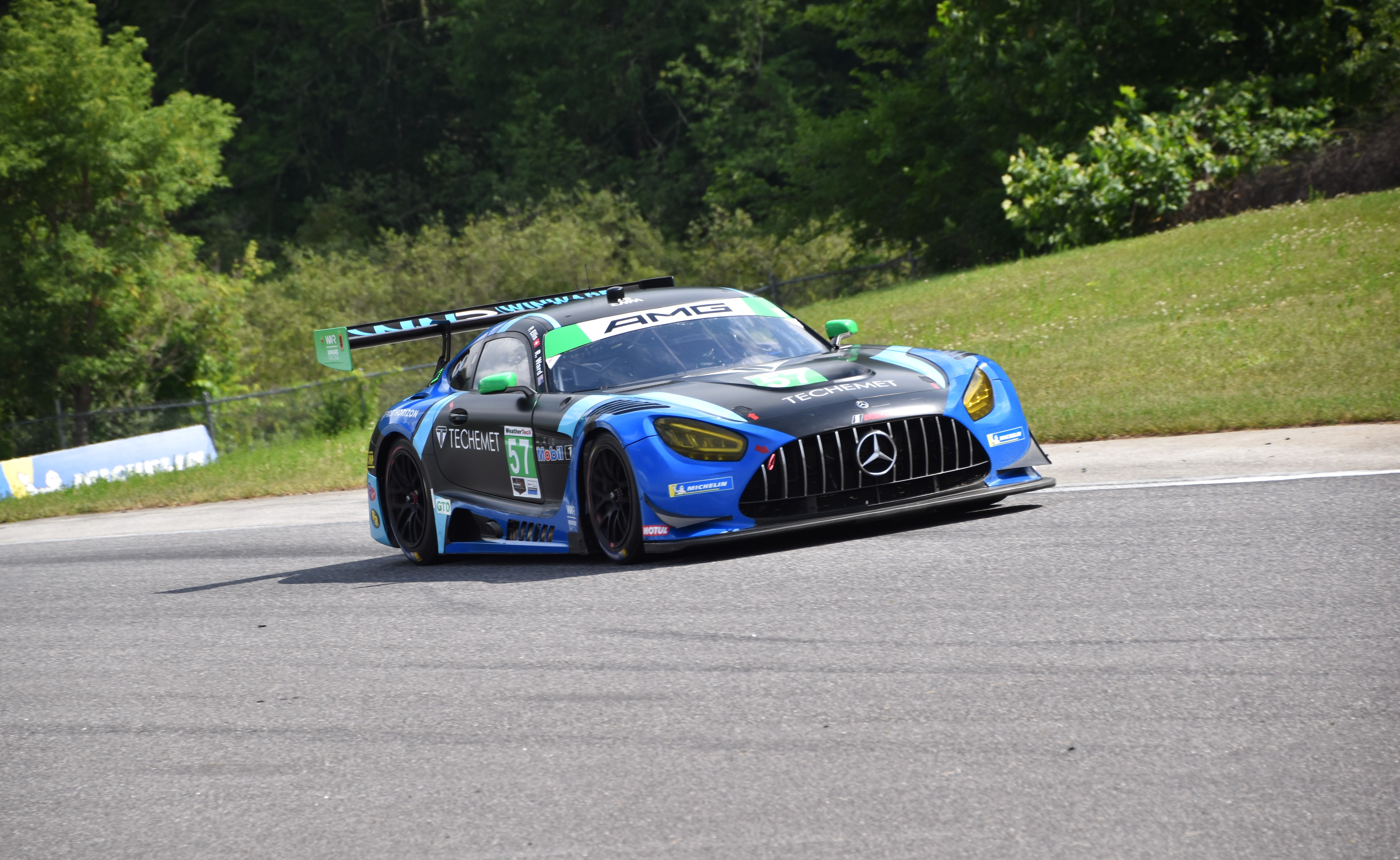
Philip Ellis beim 2022 Northeast Grand Prix in der IMSA SportsCar Championship

Philip Ellis (* 9. Oktober 1992 in München, Deutschland.) ist ein  Automobilrennfahrer. Er besitzt neben der deutschen auch die britische Staatsangehörigkeit.

## Karriere
Philip Ellis begann seiner Rennfahrerkarriere im Jahre 2011 in der Schweizer Formel Junior, welche er im ersten Jahr mit 5 Rennsiegen als Meister beendete. Im Jahre 2017 konnte er den  Audi Sport TT Cup als Meister beenden. Im Jahr 2021 hat er das 24-Stunden-Rennen auf dem Nürburgring gewonnen. In der DTM-Saison 2021 erreichte er Rang 7 in der Meisterschaft.

## Statistik

### Karrierestationen
| - 2011 Schweizer Formel Junior Meister - 2012 Formel 3 Euroserie - 2016 Deutscher Audi TT Cup - 2017 Deutscher Audi TT Cup Meister - 2017 24-Stunden Touring Car Endurance Series - 2018 VLN Endurance - 2018 ADAC GT Masters - 2018 24H GT Series 1. Platz - 2019 24H GT Series - 2019 24-Stunden-Rennen auf dem Nürburgring 6. Platz - 2019 24H GT Series - European Championship - 2019 ADAC GT Masters - 2019 VLN Langstrecken Meisterschaft Nürburgring | - 2020 24H Series Europe GT3-Am - 2020 24H Series Continents Championship GT3-Am class - 2020 24H Series Continents Championship GT3-Pro class - 2020 GT World Challenge Europe Endurance Cup - 2020 Intercontinental GT Challenge - 2020 24-Stunden-Rennen auf dem Nürburgring - 2020 Langstrecken Meisterschaft Nürburgring - 2020 ADAC GT Masters Platz 10 - 2020 IMSA Michelin Pilot Challenge Grand Sport class - 2021 Intercontinental GT Challenge - 2021 DTM 7. Platz - 2021 24-Stunden-Rennen auf dem Nürburgring 16. Platz - 2021 Fanatec GT World Challenge Europe Endurance Cup - 2021 Fanatec GT World Challenge America - 2021 IMSA WeatherTech Sportscar Championship | - 2022 Intercontinental GT Challenge - 2022 24-Stunden-Rennen auf dem Nürburgring - 2022 Fanatec GT World Challenge America - 2022 Nürburgring Langstrecken Serie - 2022 IMSA WeatherTech SportsCar Championship - 2023 24-Stunden-Rennen auf dem Nürburgring 3. Platz - 2024 Nürburgring Langstrecken-Serie - SP9 Pro class - 2024 24-Stunden-Rennen auf dem Nürburgring 13. Platz - 2024 IMSA WeatherTech SportsCar Championship - 2024 Intercontinental GT Challenge |

### Sebring-Ergebnisse
| Jahr | Team                   | Fahrzeug             | Teamkollege | Teamkollege  | Platzierung             | Ausfallgrund |
| ---- | ---------------------- | -------------------- | ----------- | ------------ | ----------------------- | ------------ |
| 2023 | Winward Racing         | Mercedes-AMG GT3 Evo | Indy Dontje | Russell Ward | Ausfall                 | Unfall       |
| 2024 | HTP Winward Motorsport | Mercedes-AMG GT3 Evo | Indy Dontje | Russell Ward | Rang 29 und Klassensieg |              |
| 2025 | HTP Winward Motorsport | Mercedes-AMG GT3 Evo | Indy Dontje | Russell Ward | Rang 27 und Klassensieg |              |

### 24-Stunden-Rennen auf dem Nürburgring
| Jahr | Team                       | Fahrzeug         | Fahrer             | Fahrer        | Fahrer          | Platzierung | Ausfallsgrund |
| ---- | -------------------------- | ---------------- | ------------------ | ------------- | --------------- | ----------- | ------------- |
| 2021 | Space Drive Racing         | Mercedes-AMG GT3 | Dominik Farnbacher | Darren Turner | Tim Scheerbarth | Rang 16     |               |
| 2023 | Mercedes-AMG Team Bilstein | Mercedes-AMG GT3 | Raffaele Marciello | Luca Stolz    |                 | Rang 3      |               |